# مناورات الأسد الإفريقي
مناورات الأسد الإفريقي أو (بالإنجليزية: African Lion Maneuvers) هي مناورات عسكرية مشتركة تقام بين كل من الولايات المتحدة الأمريكية والمملكة المغربية بمنطقة طانطان المغربية والتي انطلقت عام 2007، و تعتبر الجسر المتين للتعاون العسكري المغربي الأمريكي 
ويهدف تمرين “الأسد الإفريقي”، الذي تنظمه القوات المسلحة الملكية، والقوات الأمريكية تنفيذا للتعليمات السامية لصاحب الجلالة الملك محمد السادس، القائد الأعلى ورئيس أركان الحرب العامة للقوات المسلحة الملكية، إلى تطوير قابلية التشغيل البيني وتعزيز قدرات التدخل في إطار متعدد الجنسيات، وكذا تقوية قدرات الجيوش المشاركة والتنسيق البيني من أجل مواجهة كافة التحديات الأمنية وتعزيز التعاون العسكري بما يضمن الأمن والاستقرار الإقليمي.
وخلال هذه المناورات العسكرية التي جرت اليوم بميدان المناورات مصب وادي درعة بطانطان، وهو تمرين إعدادي للمناورات الختامية التي ستجرى يوم الجمعة المقبل، بنفس المنطقة، تم القيام بمناورات عسكرية برية شاركت فيها وحدات من القوات المسلحة الملكية والقوات الأمريكية. 

## هدف المناورات
- توثيق العلاقات العسكرية بين المغرب والولايات المتحدة الأمريكية وتطوير المهارات الميدانية والقتالية للقوات المشاركة.
- التدريب على تضاريس متنوعة منها (صحراء وهضاب ووديان ومنبسطات ومناطق قريبة من البحر) تعكس تضاريس مجموع منطقة الصحراء الكبرى وغالبية الدول العربية.[2]

## المناورات المنفذة

### الأسد الإفريقي 2013
تم إلغاء المناورات بناء على طلب من المملكة المغربية التي كان من المفترض أن تجري بداية من 7 إلى 27 إبريل 2013. وذلك ردا على مساعي واشنطن تقديم مسودة قرار إلى مجلس الأمن لتوسيع مهمة بعثة المينورسو لتشمل مراقبة حقوق الإنسان بالصحراء الغربية ومخيمات تندوف.
غير أن السفارة الأمريكية بالرباط أعلنت أن المناورات ستجري بشكل جزئي بعد التوصل إلى تسوية بالأمم المتحدة. وكان من المقرر ان يشارك في مناورات «الأسد الإفريقي» 1400 جندي أمريكي و900 عنصر من القوات المسلحة الملكية، وتشمل عمليات برمائية لحفظ السلم والتموين جوي وتمارين التحليق على علو منخفض.

### الأسد الإفريقي 2023
عرفت جهات أكادير وطانطان وبنجرير وتفنيت ما بين 22 مايو/ أيار، و16 يونيو/ حزيران 2023 مناورات "الأسد الأفريقي 23" و مناطق متفرقة من المغرب ومن أبرزها منطقة المحبس في الصحراء.حيث عرف مشاركة حوالي 6000 جندي من عشرين بلدا إفريقيا ودوليا، بما فيها المغرب والولايات المتحدة، بالإضافة إلى 27 بلدا ملاحظا.حيث قامت الوحدات العسكرية المشاركة بمحاكاة عملية التصدي للعدو، باستعمال وحدات برية مدعومة بوحدات جوية؛ حيث تم تنفيذ طلعات جوية بواسطة طائرات من طراز «F16»، وقاذفات من نوع «B1B».كما تم تنفيذ عمليات برية، تم خلالها قصف العدو المفترض بالمدفعية من أجل تمكين وحدات الهندسة العسكرية من تفكيك حقل ألغام، وفتح ممرات في إطار تنفيذ مهمات الهجوم والهجوم المضاد، وذلك بواسطة مدرعات من نوع «Abrams»، مرفوقة بوحدات المشاة.

### الأسد الإفريقي 2024
تنظم القوات المسلحة الملكية والقوات المسلحة الأمريكية، بشكل مشترك، من 20 إلى 31 ماي، الدورة الـ20 من تمرين “الأسد الإفريقي”، على مستوى بنجرير وأكادير وطانطان وأقا وتفنيت، وذكر بلاغ للقيادة العامة للقوات المسلحة الملكية أن هذه المناورات واسعة النطاق ستعرف مشاركة نحو 7 آلاف عنصر من القوات المسلحة من حوالي عشرين دولة، بالإضافة إلى منظمة حلف شمال الأطلسي “الناتو”، إلى جانب القوات المسلحة الملكية ونظيرتها الأمريكية، حيث يضم أنشطة عديدة، تشمل تدريبات تكتيكية برية وبحرية وجوية مشتركة، ليلا ونهارا، وتمرينا للقوات الخاصة، وعمليات للقوات المحمولة جوا، فضلا عن تمرين للتخطيط العملياتي لفائدة أطر هيئات الأركان بـ”فريق العمل” “Task Force”.

### الأسد الإفريقي 2025
- 12 ماي 2025، تعد مناورات “الأسد الإفريقي” من أكبر التمارين العسكرية متعددة الجنسيات في القارة الإفريقية، ويُشكّل تنظيمها السنوي في المغرب دليلا على الأهمية الاستراتيجية المتزايدة للمملكة في الشراكات الأمنية الإقليمية والدولية.[10] [11] [12] [13]وفي هذا السياق، أفاد الجيش الأمريكي أن مناورات “الأسد الإفريقي 2025” لهذه السنة، ستشهد مشاركة واسعة النطاق، حيث ستنضم أكثر من 20 دولة إلى فعاليات هذا التمرين العسكري السنوي. [10] [11] [12] [13]ستنطلق المحطة الأكبر من هذه المناورات في المغرب ، وهي واحدة من أربع محطات إفريقية أخرى تشمل تونس والسنغال وغانا، ومن المتوقع أن يشارك فيها ما مجموعه 10 آلاف جندي. [10] [11] [12] [13]